# Ruatara
Ruatara, né vers 1787 et mort à Te Puna le 3 mars 1815, est un chef maori de l’iwi (tribu) Ngapuhi durant l'époque pré-coloniale. Il est l'un des premiers à s'intéresser aux techniques agricoles européennes, ainsi qu'au commerce avec les Européens, et accueille sur son territoire la première mission chrétienne en Nouvelle-Zélande.

## Biographie
En 1805, alors que les navires commerçants européens commencent à peine à fréquenter la Nouvelle-Zélande, il s'engage comme marin à bord du baleinier Argo. Il sert à bord de plusieurs baleiniers au cours des quatre ans qui suivent, visitant l'Australie et le Royaume-Uni. En 1809, le prête anglican Samuel Marsden le rencontre à bord d'un navire en partance de l'Angleterre vers l'Australie, malade et vomissant du sang après avoir été maltraité par ses précédents coéquipiers. Marsden le fait soigner, et l'accueille chez lui à Parramatta, où Ruatara vivra durant huit mois. En Australie, le jeune homme maori étudie les techniques agricoles et de charpenterie européennes. Lorsqu'il retourne en terres ngapuhi en 1812, il y apporte des graines de blé et divers outils.
Il découvre à son arrivée que Te Pahi, chef des Ngapuhi pour la région de la baie de Rangihoua, a été tué par des baleiniers, de même que son héritier Hokatiri. Le nouveau chef, Te Uri-o-Kanae, cède sa fonction à Ruatara. Le mana de ce dernier a été accru par son apport de nouveaux biens et de nouvelles connaissances, bien que la tribu se montre réticente à cultiver le blé. Ruatara, déjà marié à Miki, épouse deux autres femmes, dont Rahu qui lui donne un fils en 1814. Cette même année, Samuel Marsden achète un navire, l’Active, et envoie auprès de Ruatara son associé Thomas Kendall pour discuter de l'établissement d'une mission chrétienne. Il lui fait parvenir un moulin à farine, grâce auquel Ruatara peut démontrer à sa tribu la valeur du blé pour produire du pain et des biscuits. La tribu entame une production de blé.
Ruatara passe ensuite cinq mois à Port Jackson en Australie, où il affine ses connaissances en matière d'agriculture occidentale. Lachlan Macquarie, le gouverneur de Nouvelle-Galles du Sud, souhaitant voir aboutir l'installation de missionnaires en Nouvelle-Zélande, lui fait don d'une jument et de bétail. Ruatara revient en Nouvelle-Zélande en décembre avec les missionnaires, apportant aussi de nouveaux outils, des poules, diverses graines, et des armes à feu. La première mission chrétienne s'établit à Rangihoua dans la baie des Îles, sous sa protection. Si Ruatara est méfiant envers les intentions des missionnaires, ayant vu les Aborigènes colonisés et réduits à la misère en Australie, leur présence et leurs apports renforcent son mana (son prestige et son autorité), et il les considère comme « ses Pakeha », les blancs de sa tribu et sous son autorité.
Il se consacre à étendre la cultivation du blé sur les terres ngapuhi. En février 1815 toutefois il est atteint d'une grave fièvre. Les missionnaires tentent en vain de le soigner, et il meurt le 3 mars. Sa veuve Rahu se suicide le lendemain. Le couple est inhumé selon les rituels réservés aux chefs. Son neveu Hongi Hika lui succède comme chef, et poursuit l'ouverture au commerce européen.